# Chamaesphecia anthraciformis
Chamaesphecia anthraciformis is een vlinder uit de familie wespvlinders (Sesiidae), onderfamilie Sesiinae.
De wetenschappelijke naam van de soort is, als Sesia anthraciformis, voor het eerst geldig gepubliceerd door Rambur in 1832. De soort komt voor in het Palearctisch gebied.

## Synoniemen
- Sesia foeniformis Herrich-Schäffer, 1846
  - Sesia phoeniformis Failla-Tedaldi, 1883; ongeldige verandering van de naam
- Sesia oryssiformis Herrich-Schäffer, 1846
- Sesia oryssiformis Rebel, 1901 [non Sesia oryssiformis Herrich-Schäffer, 1846]
- Aegeria agriliformis Walker, 1856; overbodig nomen novum voor Sesia anthraciformis Rambur, 1832
- Sesia joppiformis Staudinger 1856; overbodig nomen novum voor Sesia anthraciformis Rambur, 1832
- Sesia lahayei Oberthür, 1890
- Sesia seitzi Püngeler, 1905
- Sesia suprema Oberthür, 1907
- Dipsosphecia louisae Le Cerf, 1915
- Pyropteron phoenix Le Cerf, 1925
- Pyropteron major Rothschild, 1925
- Pyropteron reisseri Capuse, 1973